# Anne de Borman
Anne de Borman (geboren als jkvr. Anne Christine de Selliers de Moranville) (Sint-Joost-ten-Node, 3 februari 1881 – Limal, 30 september 1962) was een Belgisch tennisster uit het begin van de 20e eeuw. Zij nam voor België deel aan de Olympische Spelen van 1920 en 1924.
De Selliers de Moranville, die in 1907 huwde met tennisser jhr. Paul de Borman, was lid van de Royal Léopold Club. Zij won tussen 1911 en 1924 zevenmaal het Belgisch kampioenschap in het enkelspel. Daarnaast werd ze nog vijfmaal Belgisch kampioen in het damesdubbel (waarvan de laatste in 1925 samen met haar dochter Geneviève) en was viermaal Belgisch kampioen in het gemengd dubbel.
Tijdens de Olympische Spelen van 1920 te Antwerpen deed ze mee in het enkelspel waar ze de kwartfinales haalde, het damesdubbel waar ze eveneens de kwartfinales haalde en het gemengd dubbel waar ze met Jean Washer strandde in de tweede ronde.
Op 43-jarige leeftijd deed ze ook nog mee aan de Olympische Spelen van 1924 te Parijs in zowel het enkelspel, het damesdubbel en het gemengd dubbel maar geraakte niet verder dan de tweede ronde.
De kinderen van Paul en Anne de Borman – Geneviève (1908-1995), Léopold (1909-1979) en Myriam (1915-1975) –  werden eveneens Belgisch kampioen tennis.